# Люби мене, якщо наважишся
«Люби мене, якщо наважишся» (кит.: 他来了，请闭眼, англ. Love Me If You Dare) — китайський телесеріал 2015 року, адаптований за однойменним романом Дін Мо, який був опублікований у липні 2014 року. Сценарист — Хай Ян. У ньому знімаються: Уоллес Хуо, Січун Ма, Чжан Луї, Ван Кай та Інь Чжен. Драма виходила одночасно на телеканалах Sohu та Dragon TV з 15 жовтня 2015 року по 4 січня 2016 року. Серіал отримав високу оцінку за сюжетну лінію та поступове розкриття характерів персонажів.

## Сюжет
Цзянь Яо — молода студентка-перекладач влаштовується на тимчасову роботу асистентом до таємничого професора Бо Цзинь Яна. Не дивлячись на всю його неоднозначність та інфантильність, дівчина звикає до нього. З часом стає відомо — професор, насправді, є відомим та талановитим кримінальним психологом, його спеціалізація — найскладніші справи маніяків.
Окрім того, скоро стає відомо про його власний скелет у шафі. Знаходитись з ним стає дедалі небезпечніше. Но Цзянь Яо вже не може жити звичайним життям та й професор не збирається її відпускати. На них чекає вирій пригод, серійні вбивці, маніяки та друг, який до останнього носитиме маску…

## Актори
- Саймон/Бо Цзиньян — чоловік тридцяти років, криміналіст, наймолодший запрошений професор Університету Меріленду (США). Він працює аналітиком у важких кримінальних справах у відділі поліції. Чоловік наділений високим IQ, але низьким EQ, і цей драматичний контраст додає багато гумору та емоцій.
- Дженні/Цзянь Яо — студентка, 23 роки. Закінчила Університет іноземних мов. Дівчина має чудове почуття справедливості і дуже спостережлива. Вона працює помічницею Саймона та його перекладачем, а в кінцевому підсумку допомагає Саймону у кримінальному розслідуванні.
- Джабер/Се Хань — чоловік, 30 років. Він син багатого американського бізнесмена. Його батьки розлучилися, коли хлопець був молодим. Джабер проживав разом з батьком -алкоголіком, який згодом жорстоко знущався над ним. Він розумний та був студентом літератури в Прінстонському університеті. Однак через його спотворену особистість був виключений зі школи до того, та не зміг закінчити навчання.
- Лі Сюньрань/Ван Кай — чоловік, 28 років. Лі виріс разом з Дженні, і він теж із поліцейської родини. Хлопець став відмінним поліцейським. Він жорсткий, талановитий, витривалий і закоханий в головну героїню поліцейський.
- Фу Зію — чоловік, 30 років. Кріс закінчив медичну школу Університету Меріленду, відомий як видатний студент — медик, а також надзвичайно володіє навиками програмного забезпечення та кодуванням. Він високий, веселий, розумний та єдиний друг Саймона, що завжди прийде на допомогу.
- Сьюзен — подруга Саймона, що працює в ФБР, неодноразово приходила на допомогу нашому професору та його спільникам.[2]

## Рейтинг серіалу
| Епізоди | Дата виходу | DragonTV Прем'єрний рейтинг | DragonTV Прем'єрний рейтинг | DragonTV Прем'єрний рейтинг | Трафік        |
| Епізоди | Дата виходу | Відсотки (%)                | Частка аудиторії (%)        | Ранг                        | Трафік        |
| ------- | ----------- | --------------------------- | --------------------------- | --------------------------- | ------------- |
| 1-2     | 2015.10.15  | 0.675                       | 3.450                       | 1                           | Н/Д           |
| 3-4     | 2015.10.22  | 0.653                       | 3.729                       | 1                           | 100 мільйонів |
| 5-6     | 2015.10.29  | 0.655                       | 3.771                       | 1                           | 200 мільйонів |
| 7-8     | 2015.11.05  | 0.667                       | 3.466                       | 1                           | 300 мільйонів |
| 9-10    | 2015.11.12  | 0.663                       | 3.291                       | 1                           | 400 мільйонів |
| 11-12   | 2015.11.19  | 0.615                       | 3.092                       | 1                           | 500 мільйонів |
| 13-14   | 2015.11.26  | 0.477                       | 2.625                       | 1                           | 600 мільйонів |
| 15-16   | 2015.12.03  | 0.548                       | 2.660                       | 1                           | 700 мільйонів |
| 17-18   | 2015.12.10  | 0.511                       | 2.668                       | 1                           | 800 мільйонів |
| 19-20   | 2015.12.17  | 0.578                       | 3.044                       | 1                           | 900 мільйонів |
| 21-22   | 2015.12.24  | 0.535                       | 2.708                       | 1                           | 1 мільярд     |
| 23-24   | 2016.01.04  | 0.318                       | 2.264                       | 1                           | 1.1 мільярда  |

## Нагороди та номінації
| Нагорода                                              | Категорія                        | Номінація роботи | Результат   |
| ----------------------------------------------------- | -------------------------------- | ---------------- | ----------- |
| 1-ша церемонія вручення китайської телевізійної драми | Інноваційна тематична драма року |                  | Перемога    |
| 1-ша церемонія вручення китайської телевізійної драми | Найпопулярніший актор            | Уолес Хуо        | Перемога    |
| 1-ша церемонія вручення китайської телевізійної драми | Найактивніший актор              | Уолес Хуо        | Перемога    |
| 19th Huading Awards                                   | Найкращий актор                  | Уолес Хуо        | Номінований |
| 19th Huading Awards                                   | Найкращий новачок                | Інь Чжен         | Перемога    |